# Papuagrion laminatum
Papuagrion laminatum là một loài chuồn chuồn kim trong họ Coenagrionidae.
Papuagrion laminatum được Lieftinck miêu tả khoa học năm 1937.